# Суффло, Жак-Жермен
Жак-Жермен Суффло (фр. Jacques-Germain Soufflot; 22 июля 1713, Иранси близ Осера — 29 августа 1780, Париж) — выдающийся французский архитектор, придавший архитектуре французского неоклассицизма, в частности так называемой французской схеме, величественный, монументальный характер, совмещающий достижения античного и национального французского искусства. Наставник русского архитектора В. И. Баженова в Париже.

## Жизнь и творчество
Ж.-Ж.Суффло родился в Иранси, в Бургундии. В 1734—1737 годах изучал архитектуру во Французской академии в Риме. Путешествовал по Италии и Малой Азии, изучал и обмерял классические архитектурные памятники. После возвращения на родину построил госпиталь в Лионе. Затем в 1750 году вновь уехал в Италию в компании будущего маркиза де Мариньи, брата мадам де Помпадур, которого готовили к должности директора Королевских зданий (Bâtiments du Roi). Суффло посетил Пестум, где зарисовывал и обмерял уникальные древнегреческие храмы VI в до н. э. Позднее, в 1764 году, Суффло издал серию гравюр по рисункам храмов в Пестуме.
В 1755 году Мариньи, новый генеральный директор Королевских зданий, передал Суффло архитектурный контроль над всеми королевскими постройками в Париже. В 1755 году Суффло был принят в Королевскую академию архитектуры. В 1756 году в Лионе был открыт построенный им Оперный театр.
Как и многие архитекторы своего времени, Суффло был приверженцем классицистического стиля. Он особо выделял «строгость линий, твердость формы, простоту контура и строгую архитектурную концепцию деталей». Такой подход контрастировал с предшествующей архитектурой позднего барокко и рококо во Франции и в других европейских странах. Пользуясь своими путевыми зарисовками и обмерами античных памятников, Суффло научно подошёл к разработке нового стиля. Под влиянием идей Марка-Антуана Ложье, выдвинувшего идею равноценности готического и античного искусства и создания национального французского стиля архитектуры, совмещающего обе традиции, Суффло также пытался соединить традиции французского средневекового зодчества с антикизирующим классицизмом. Такой странный сплав он назвал «греко-готическим стилем».

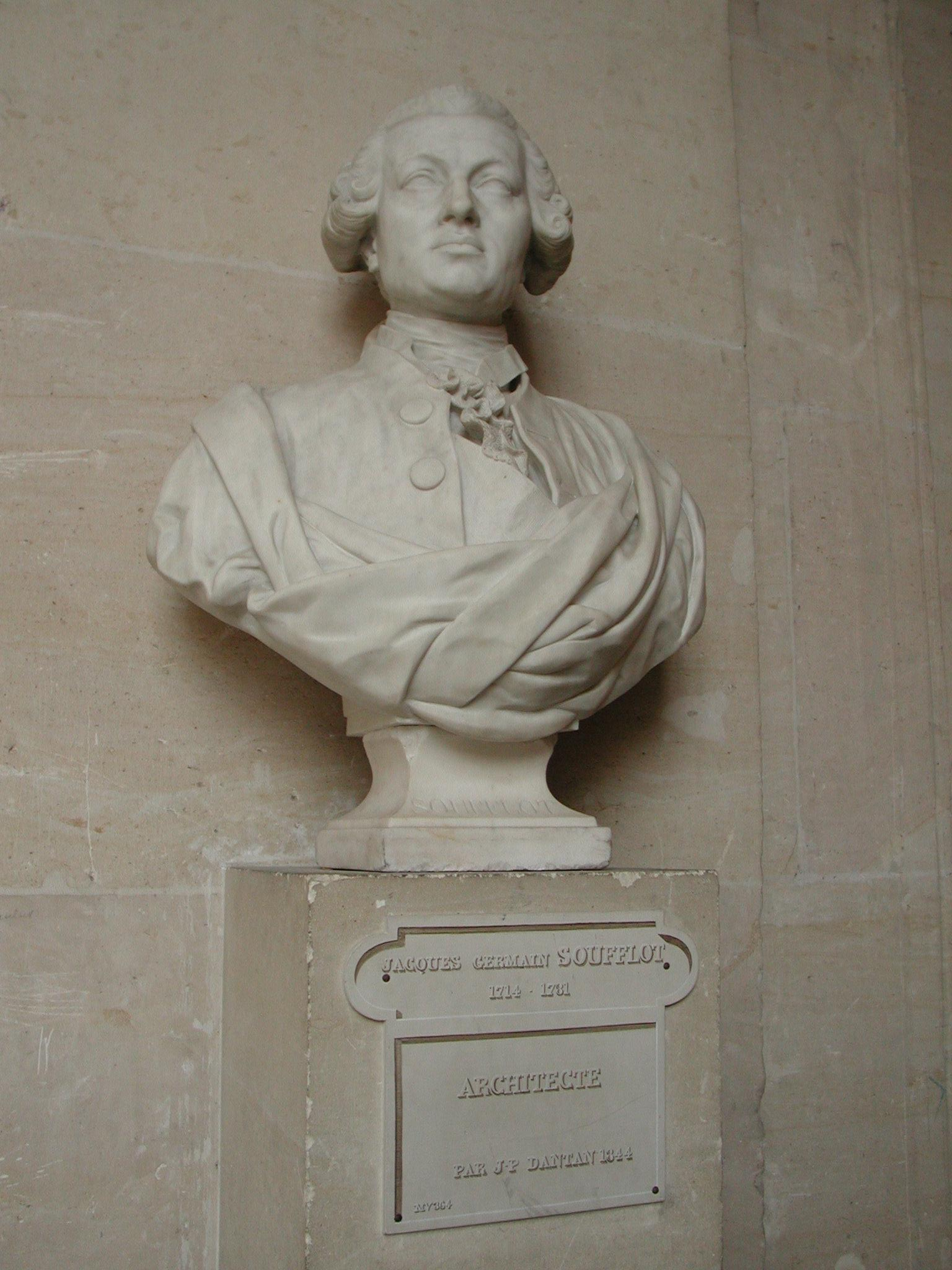
Бюст Суффло

Главное творение архитектора Суффло — здание церкви Святой Женевьевы в Париже (1758—1790). Женевьева — святая покровительница города, и эта постройка имела значение главного храма французской столицы. Во время революции в 1791 году церковь упразднили, а здание переименовали в Пантеон — «Усыпальницу великих людей, которые погибли за свободу Франции» (фраза из указа Конвента 1791 года).
Композиция Пантеона продолжает линию французского классицизма, намеченную Жюлем Ардуэном-Мансаром в его выдающейся постройке — церкви Дома инвалидов в Париже (1679—1706). Такую композицию впоследствии назвали «французской схемой»: совмещение плана латинского или византийского (греческого) креста, фасадов с «греческими» колонными портиками, барабана с «римским куполом» и полуготической башней-фонариком или шпилем на одной вертикальной оси. Эта композиционная схема в определённом смысле стала оригинальным достижением (хотя в принципе эклектична) и символом архитектуры французского неоклассицизма. Ранее нечто похожее создал сэр Кристофер Рен в композиции собора Св. Павла в Лондоне (1675—1710) и позднее Огюст Монферран в Исаакиевском соборе в Санкт-Петербурге (1818—1858).
Суффло также реконструировал ризницу собора Нотр-Дам, построил Отель Мариньи (1768—1771) напротив Елисейского дворца и многое другое. В 1841 году он опубликовал теоретический трактат о готической архитектуре Франции.
Суффло умер в Париже в 1780 году. В 1829 году прах архитектора был перезахоронен в Пантеоне. Учеником и последователем Суффло был архитектор Жан-Батист Ронделе.

## Избранные работы
- Парижский Пантеон;
- Больница Отель-Дьё в Лионе (1741—48);
- Лионская опера (1754—56);
- перестройка Менарского дворца, принадлежавшего маркизу де Мариньи, брату маркизы де Помпадур;
- школа права в Париже (1771—83);
- Нимфеум для дворца Ла-Фейзандери в Шату.

## Галерея

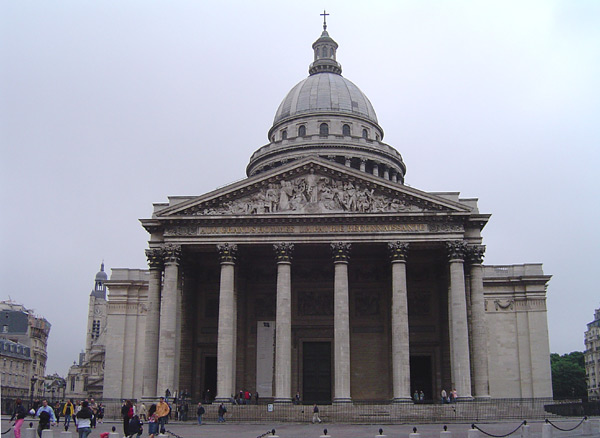
Пантеон со стороны рю Суффло
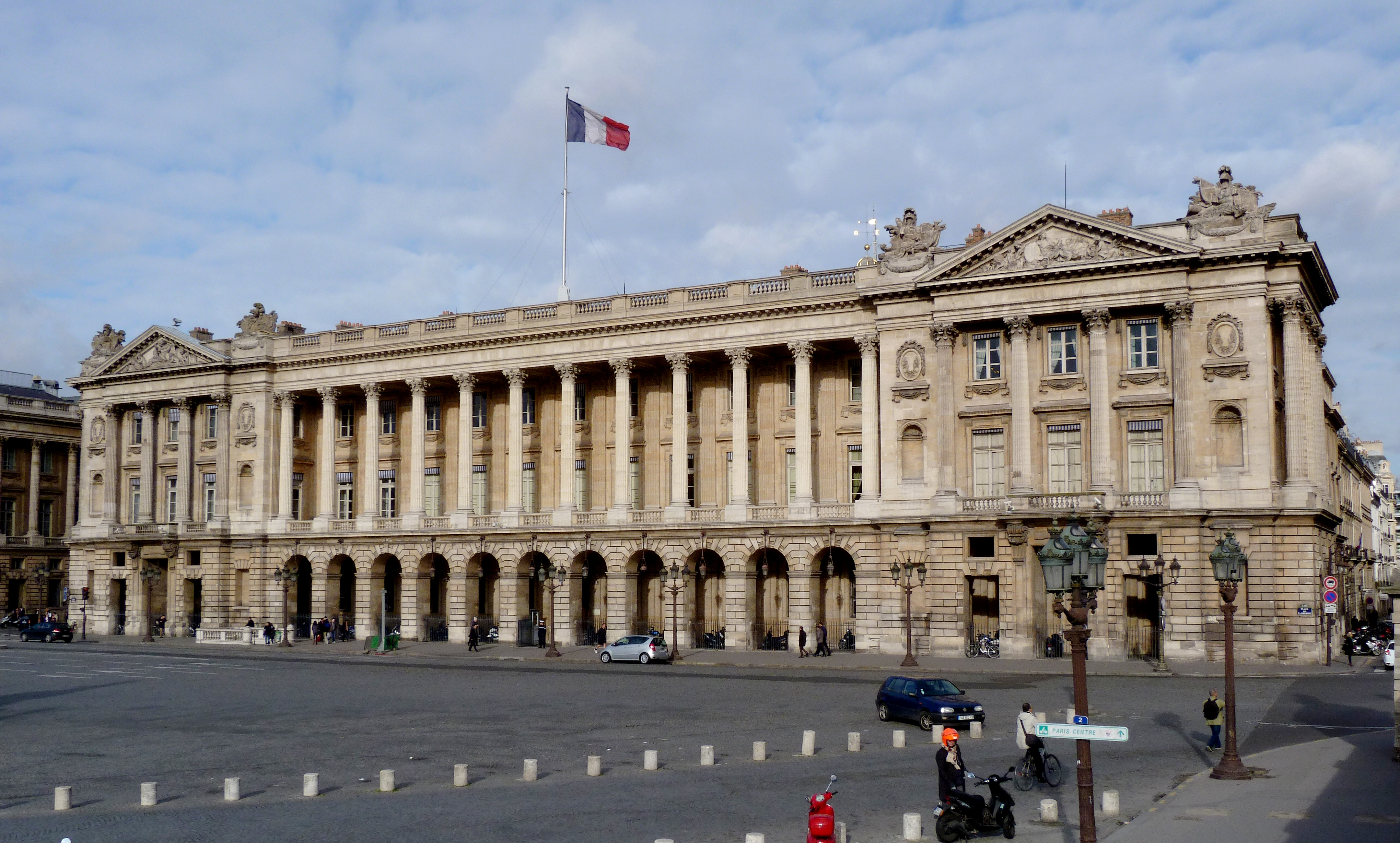
Дворец Морского министерства в Париже, авторства архитекторов Жака Габриеля (автор проекта) и Суффло (контроль за выполнением работ)
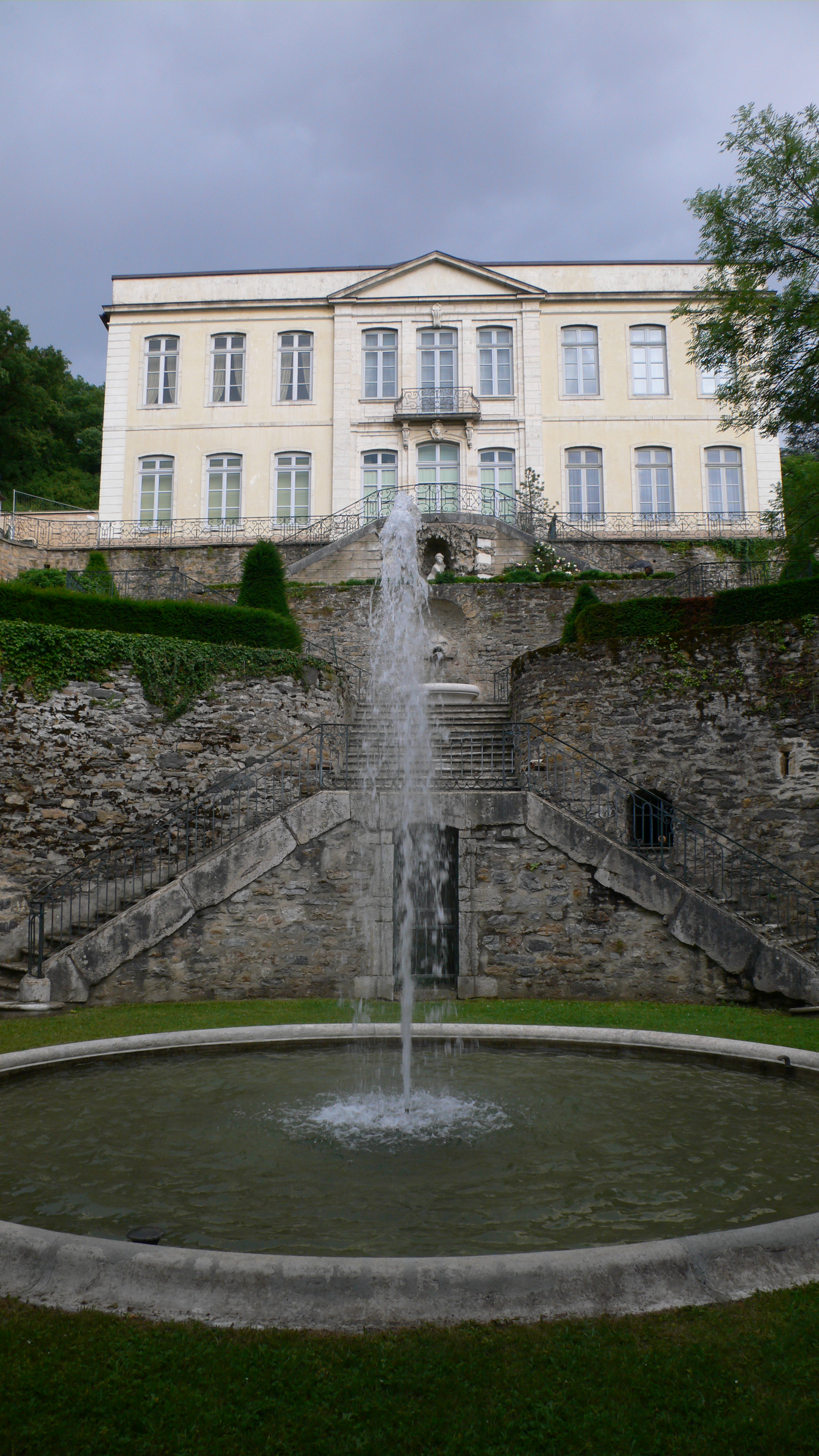
Главный дом поместья Ла Риветт (fr:Maison La Rivette).
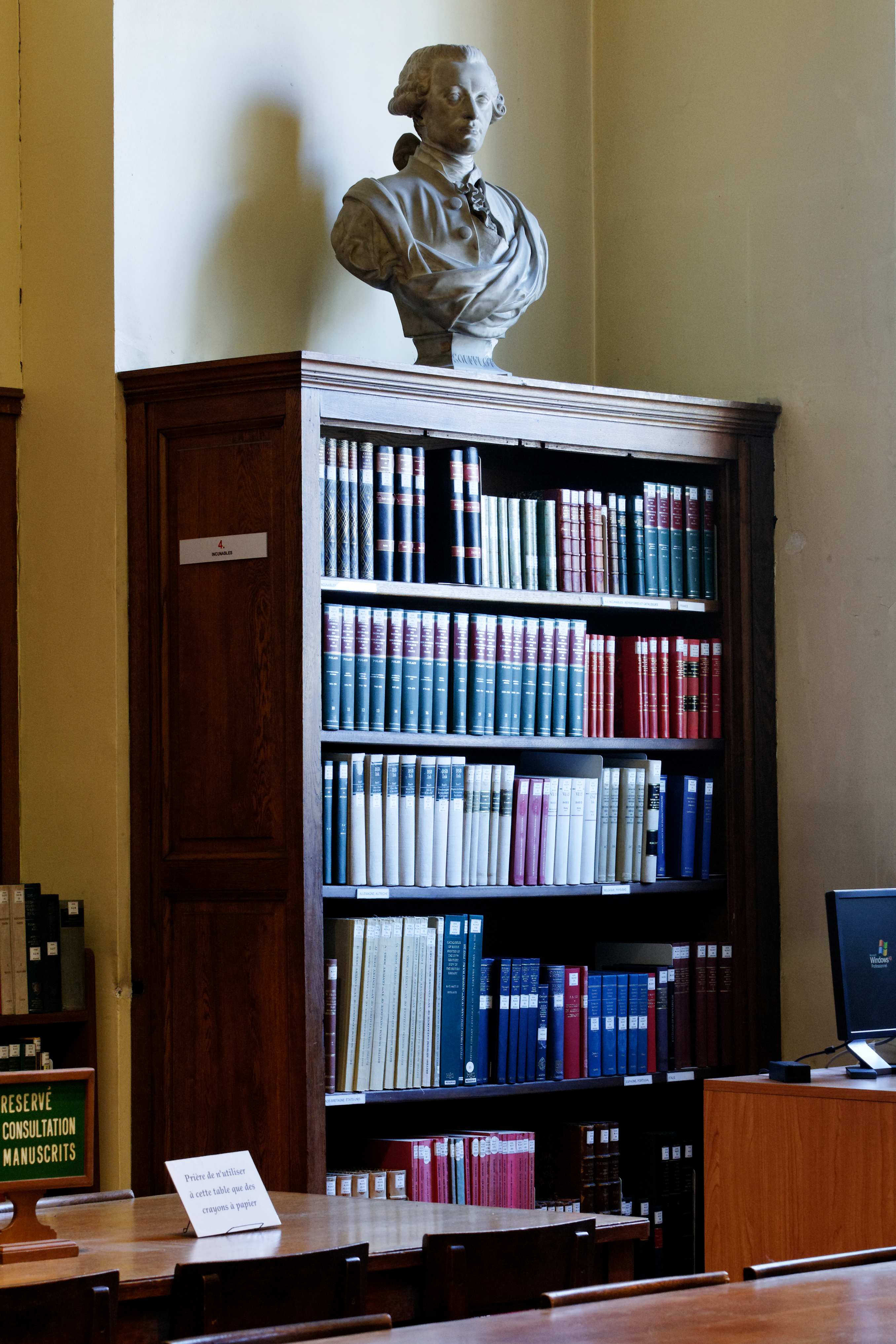
Бюст архитектора в библиотеке Святой Женевьевы, Париж